# 斯蒂芬·亚当森
斯蒂芬·亚当森（英語：Stephen Adamson，？—），英国男子草地滚球运动员。他曾代表北爱尔兰参加1994年英联邦运动会草地滚球比赛，联同萨米·艾伦获得男子双人铜牌。